# シティズ・フォー・ライフの日
シティズ・フォー・ライフの日（シティズ・フォー・ライフのひ、Cities for Life Day、11月30日）は、世界の1,625の都市（72の首都を含む；2012年11月30日時点）が参加して、死刑制度の廃絶のために起こされる運動である。
11月30日は、トスカーナ大公国のレオポルド1世（後の神聖ローマ皇帝レオポルト2世）がヨーロッパの国として初めて死刑を廃止した日であり、これを記念して行われる。参加都市は11月30日の夜に、街のモニュメント、観光名所、有名な建物などをライトアップし、世界中の国に対して死刑の停止を求める。ヨーロッパを中心に、アフリカ、北米、中南米の都市が多数参加し、アジアでは台湾（中華民国）、韓国、インドネシア、フィリピン、パキスタンで市政府や市民団体が運動に参加している。
これと関連して2005年11月30日には、アフリカの死刑制度廃絶のための会議 "Africa for Life" がフィレンツェ（トスカーナ）で開催され、アフリカ14カ国の司法大臣が出席した。
シティズ・フォー・ライフの日はカトリック系のNGOである聖エジディオ共同体（Community of Sant'Egidio）の主催で行われ、その他様々な人権擁護組織が共催に名を連ねている。
- 主催：Community of Sant'Egidio, 聖エジディオ共同体
- 共催： World Coalition Against the Death Penalty (アムネスティ・インターナショナル, Ensemble contre la Peine de Mort, International Penal Reform, FIACAT).

## 歴史
18世紀末、イタリアの法学者で啓蒙思想家のチェーザレ・ベッカリーアは『犯罪と刑罰』を著し、拷問や死刑の廃止を訴えてヨーロッパ各国の立法思想に影響を与えた。
イタリアのフィレンツェを首都とするトスカーナ大公国では、ハプスブルク家出身の大公レオポルド1世（後の神聖ローマ帝国皇帝レオポルト2世）がベッカリーアの死刑廃止論に影響され、1765年に即位すると死刑の執行を停止した。1786年11月30日には、死刑自体の廃止を宣言した。この日を記念し、聖エジディオ共同体は11月30日をシティズ・フォー・ライフの日としている。

## アクション
例えば、各都市の象徴を照明で照らしている。
- アトミウム：ブリュッセル
- コロセウム：ローマ
- Plaza de Santa Ana ：マドリード

## 参加都市
ローマ、ブリュッセル、マドリード、オタワ、メキシコシティ、ベルリン、バルセロナ、フィレンツェ、ヴェネツィア、ブエノスアイレス、オースティン、ダラス、アントウェルペン、ウィーン、ナポリ、パリ、コペンハーゲン、レッジオ・エミーリア、ボゴタ、サンティアゴ・デ・チレなど。